# Starfire Burning upon the Ice-Veiled Throne of Ultima Thule
Starfire Burning upon the Ice-Veiled Throne of Ultima Thule (рус. Звёздное пламя бушует на покрытом льдом троне Ultima Thule) — второй студийный альбом британской симфо-блэк-метал-группы Bal-Sagoth, вышедший в 1996 году.

## Об альбоме
Музыкально диск выдержан в жанре симфонического блэк-метала с элементами экстремального пауэр-метала. Музыка альбома включает в себя такие элементы, как сочетание скриминга и чистого вокала, мелодичные гитарные соло, сложные клавишные партии и бласт-биты.
Концептуально альбом построен вокруг легенды о мифической «Крайней Туле» — островной стране на краю света.
Две композиции альбома являются аранжировками из саундтрека к фильму Конан-варвар (композитор Бэзил Полидурис):
- …And lo, when the Imperium marches against Gul-Kothoth, then dark sorceries shall enshroud the Citadel of the Obsidian Crown — Mountain of Power Procession фильма;
- In the Raven-haunted forests of Darkenhold, where Shadows reign and the hues of sunlight never dance — Recovery фильма.

## Список композиций
1. «Black Dragons Soar Above the Mountain of Shadows (Prologue)» — 03:03
2. «To Dethrone the Witch-Queen of Mythos K’unn (The Legend of the Battle of Blackhelm Vale)» — 06:43
3. «As the Vortex Illumines the Crystaline Walls of Kor-Avul-Thaa» — 06:33
4. «Starfire Burning upon the Ice-Veiled Throne of Ultima Thule» — 07:21
5. «Journey to the Isle of Mists (Over the Moonless Depths of Night-Dark Seas)» — 01:10
6. «The Splendour of a Thousand Swords Gleaming Beneath the Blazon of the Hyperborean Empire» — 06:01
7. «And lo, when the Imperium Marches Against Gul-Kothoth, Then Dark Sorceries Shall Enshroud the Citadel of the Obsidian Crown» — 06:26
8. «Summoning the Guardians of the Astral Gate» — 06:07
9. «In the Raven-Haunted Forests of Darkenhold, Where Shadows Reign and the Hues of Sunlight Never Dance» — 06:27
10. «At the Altar of the Dreaming Gods (Epilogue)» — 02:29

## Участники записи
- Byron Roberts — скриминг, чистый вокал;
- Jonny Maudling — ударные, клавишные;
- Chris Maudling — гитара, бас-гитара;
- Jason Porter — бас-гитара;
- Leon Forest — клавишные.